# Комбінована їжа

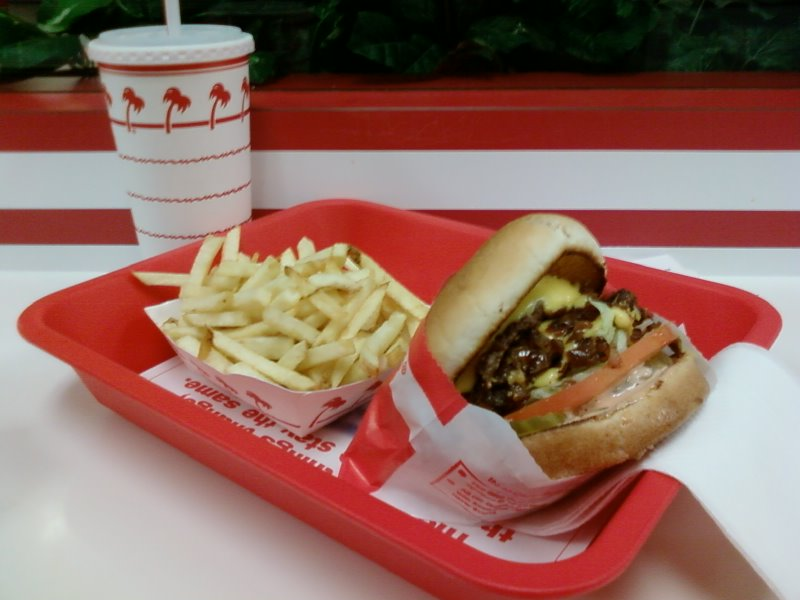
Комбінована їжа швидкого харчування

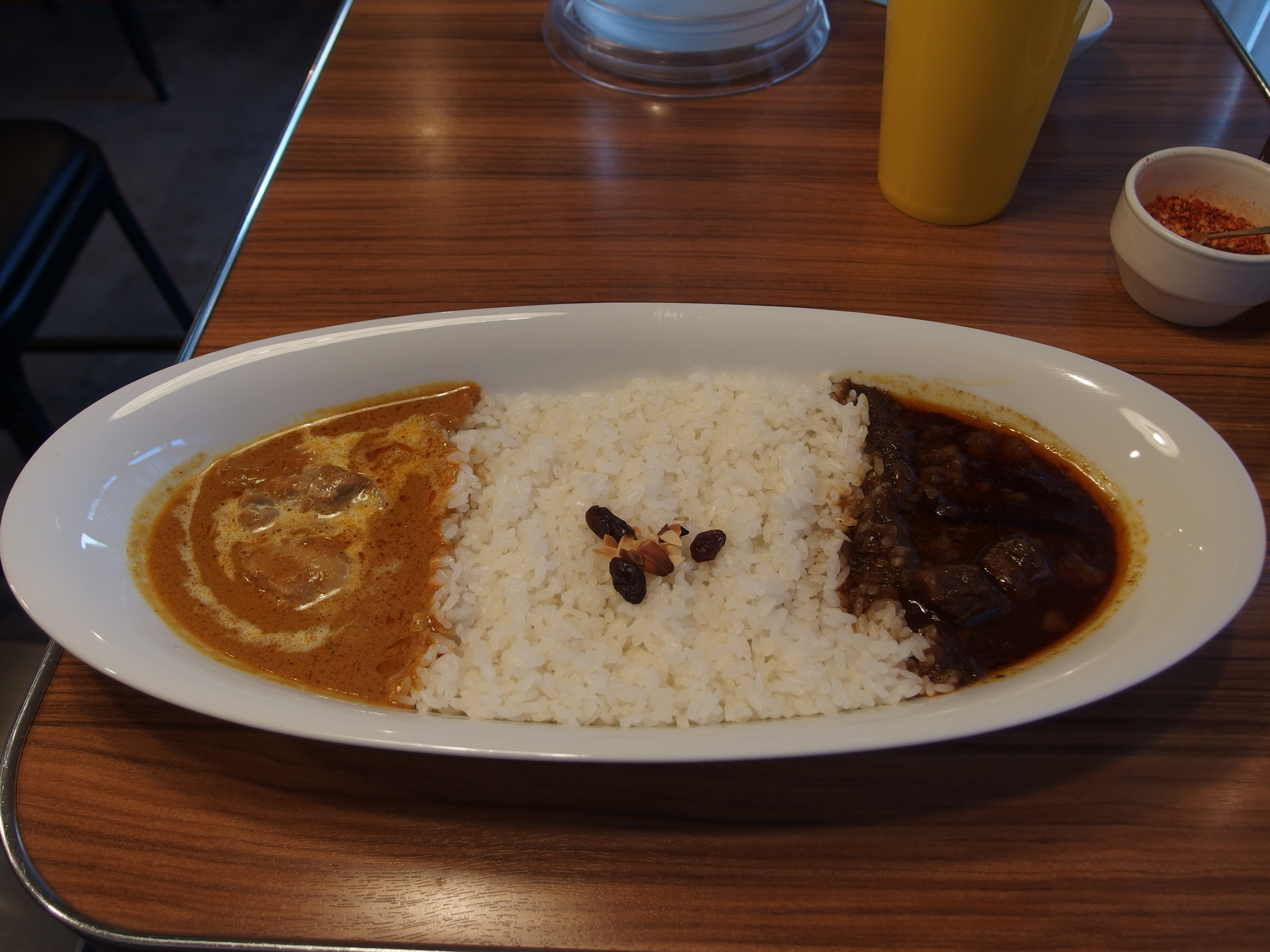
Комбінована страва з куркою каррі, рисом і яловичиною каррі

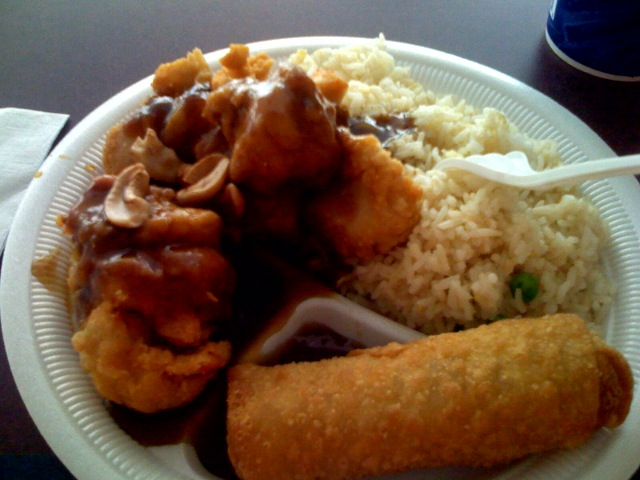
Комбінована їжа американської китайської кухні, що складається з курки з кешью, смаженого рису та яєчного рулету

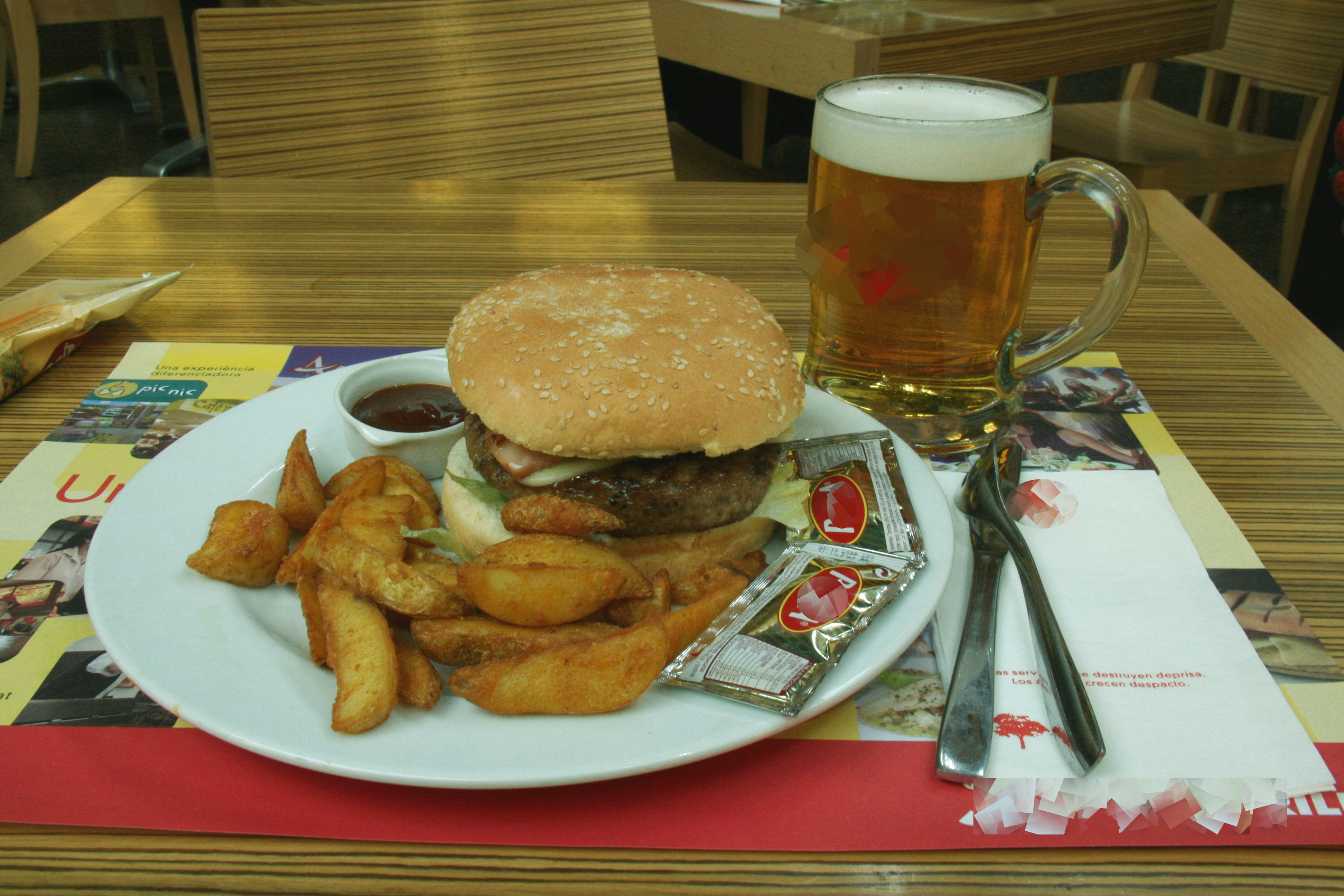
Іспанська комбінована їжа, що складається з гамбургера, картоплі фрі та пива

Комбінована їжа або комбо-їжа  — це тип їжі, яка зазвичай включає різноманітні продукти харчування та напої, які об'єднані в один пункт меню в закладах харчування або продаються в одній упаковці.  Комбіноване харчування може коштувати нижче, ніж замовлення окремо. Комбінованою їжею також вважається їжа, яку споживач замовляє  а-ля-карт, щоб потім самому створити власну комбінацію страв. 

## Огляд
Залежно від типу підприємства громадського харчування і форми обслуговування клієнтів комбо-меню може бути різним: ланч-обіди, ланч-вечеря, експрес-меню, меню чергових страв, комплексне меню. Всі вони повинні мати  різноманітність і правильний підбір компонентів продуктів, що забезпечують високі смакові якості, та не велику ціну, в порівнянні зі банкетним чи святковим меню.  Комбіновані страви швидкого харчування зазвичай включають основну страву, наприклад біфштекс, гамбургер, гарнір, наприклад картоплю фрі, і напій, наприклад безалкогольний напій . В обідніх комбі-меню можуть додаватися перші страви. 
Комбіновані страви зазвичай мають нижчу ціну порівняно з окремими замовленнями, й це робить таку їжу більш популярною серед споживачів, які орієнтуються на бюджет. Як правило, підприємства харчування встановлюють ціни на комбіновану їжу нижчі за суму окремих позицій, щоб створити відчуття економії коштів для клієнтів. 
Дослідження 2010 року, опубліковане в Journal of Public Policy & Marketing, показало, що деякі споживачі можуть замовляти комбіноване харчування, не враховуючи ціну, через сприйняття комбінованих страв як зручну та швидку їжу.  Це дослідження також виявило, що наявність комбінованих страв спонукає споживачів збільшувати кількість порцій їжі, тим самим збільшуючи кількість вживання їжі. Ресторани швидкого харчування іноді пропонують в меню формат більших порції комбінованого обіду. Комбінована їжа швидкого харчування може містити понад 1 300 Калорій (5 400 кДж) . 
Комбінованою їжею також може вважатися їжа, в якій з усього меню вибираються споживачами окремі страви, як  а-ля-карт, та подаватися разом на одній тарілці, що дозволяє клієнтам пристосовувати свої комбінації страв відповідно до їх індивідуальних смаків.   

## Приклади
- У Європі комбіновані страви можна зустріти  як у звичайних, так і у вишуканих ресторанах. Основний акцент робиться на пропонуванні повного обіду, який демонструє кулінарний досвід шеф-кухаря та задовольняє потребу споживача[6].

- Іспанська версія комбінованої страви, відома як plato combinado. Вона популярна оскільки її можна швидко отримати, бо легко готується, та вона не дорого коштує. Комбінована їжа Іспанії часто складаються з м’ясної чи рибної страви (наприклад стейк на грилі або котлети; морепродукти, наприклад кальмари; риба в клярі або на грилі), гарнір із салату, картопля фрі (у деяких випадках змішані овочі або горошок) і смажене яйце.[10] Рlato combinado був розроблений владою Іспанії для обслуговування туристів під час Іспанського дива. Для цього були розроблені норми харчування та ціноутворення, які  були узгодженими по всій країні. Зі зменшенням туристичних потоків в наслідок економічної кризи 70-х років 20 століття, уряд зробив рекламну компанію комбінованої їжі серед місцевого населення, яка мала чудові результати.[10]
У коста-риканській і панамській кухні комбінована їжа називається casado, що означає «одружений», вона зазвичай складається з м’ясної страви, рису та квасолі, а також салатів[11].  Додатково в коста-риканській касадо може бути смажений подорожник, локшина та помідори. а в Панамі кашадо часто має суп [12].

## Критика
Незважаючи на популярність комбінованої їжі її часто вважають нездоровою через смаження у фритюрі деяких страв та використання заморожених продуктів.  Багато закладів відреагували на це занепокоєння, представивши більш здорові та збалансовані варіанти у своїх комбінованих пропозиціях.